# Friedrich Albert Immanuel Mellin
Friedrich Mellin (* 27. Juni 1796 in Magdeburg; † 2. April 1859 in Berlin; vollständiger Name: Friedrich Albert Immanuel Mellin) war ein deutscher Architekt, preußischer Baubeamter und Ehrenbürger von Magdeburg.

## Leben
Mellin wurde als Sohn des evangelischen Pfarrers und Philosophen Georg Samuel Albert Mellin und dessen zweiter Ehefrau Rosamunde von Katte (1772–1800) geboren. Sein Patenonkel war der Philosoph Immanuel Kant. Zunächst besuchte er das Domgymnasium Magdeburg und die Provinzial-, Kunst- und Gewerbeschule der Stadt. Schwerpunkte seiner Ausbildung waren hier die Mathematik und das Zeichnen.
Ab 1812 besuchte Mellin die Universität Halle und erwarb erste Kenntnisse im Bauwesen. Mellin ging dann zunächst zum Militär, das er 1816 als Offizier verließ.
Er war sodann als Baukondukteur bei seinem Bruder beschäftigt, der im Dienstrang eines Landbaumeisters in Halberstadt arbeitete. Noch im gleichen Jahr legte er die Prüfung zum Vermesser ab. Es folgten weitere Jahre der Ausbildung in Berlin sowie Studienreisen durch Deutschland aber auch durch Oberitalien und die Schweiz.
1822 erfolgte seine Beförderung zum Landbauinspektor in Magdeburg. 1826 wurde er vom Oberpräsidenten der Provinz Sachsen, Wilhelm Anton von Klewiz, mit der Leitung der Wiederherstellung des Magdeburger Doms beauftragt, wobei er mit Carl Albert Rosenthal und Andreas Clemens zusammenarbeitete. Zu seinen Aufgaben gehörten auch die vielfältigen Instandsetzungsarbeiten an Kirchengebäuden und öffentlichen Bauten im Baukreis Magdeburg.
Im Jahr 1831 wurde ihm die Ehrenbürgerwürde der Stadt Magdeburg für seine Leistungen insbesondere im Zusammenhang mit der Sanierung des Doms verliehen. Mellin wechselte dann im Range eines Regierungs- und Baurats nach Köslin, kehrte jedoch bereits 1833 nach Magdeburg zurück. Hier gehörte er, wie auch Wilhelm Ribbeck (1793–1843), zu den Gründungsmitgliedern des Magdeburger Kunstvereins.
Nach einem Aufenthalt in Großbritannien wandte sich Mellin dem Eisenbahnbau zu und wurde Direktionsmitglied der Magdeburg-Köthen-Halle-Leipziger Eisenbahn-Gesellschaft. 1842 prüfte er im Auftrag des preußischen Finanzministeriums das Vorhaben der Köln-Mindener Eisenbahn. Mellin erarbeitete verkehrstechnische Vorschriften und von staatlicher Seite mit diversen Eisenbahnbauvorhaben befasst. 1843 wurde er im Range eines Geheimen Regierungsrats in das preußische Finanzministerium nach Berlin berufen. Im Juli 1847 trat er dem Montagsklub in Berlin bei. 1850 übernahm er die Funktion eines Ministerialdirigenten und leitete die Abteilung für Bauwesen und Eisenbahnen. Im Jahr 1851 leitete er den Bau der Magdeburg-Halberstädter Eisenbahn. 1853 erfolgte seine Ernennung zum Generalbaudirektor.
Zusammen mit Heinrich Wilhelm Dove und Franz August O’Etzel unternahm er außerdem erste wissenschaftliche Versuche zur Telegraphie im Eisenbahnverkehr.
Mellin wurde auf dem Luisenstädtischen Friedhof in Berlin beigesetzt. Aus den Kreisen der preußischen Baubeamtenschaft wurde ihm ein Grabdenkmal errichtet. Das Bildnisrelief des Grabsteins war ein Werk von Gustav Blaeser (nicht erhalten). Die Stadt Magdeburg benannte ihm zu Ehren eine Straße als Mellinstraße.

## Familie
Mellin heiratete 1824 Friederike Amalie Bobbe (1803–1861), Tochter des Regierungs- und Konsistorialrats Franz Bobbe. Das Paar hatte mehrere Kinder, von denen vier Söhne und eine Tochter das Erwachsenenalter erreichten. Die Söhne Rudolph Albert Franz Mellin (1825–1895) und Gustav Mellin wurden Eisenbahnbaumeister. Mellins Halbbruder, aus der ersten Ehe seines Vaters, war der Stadtbaumeister und Bürgermeister von Halle (Saale) Carl Albert Ferdinand Mellin.

## Schriften
- (als Herausgeber): Der Dom zu Magdeburg. 1852.